# TALEN
TALEN, siglas en inglés de Transcription activator-like effector nuclease, traducible al español como  «nucleasa de actividad similar a activador de transcripción», es el nombre de una clase de enzimas de restricción que pueden diseñarse artificialmente para cortar una secuencia específica de ADN. Se construyen mediante la fusión de un efector tipo TAL y un dominio cortador del ADN (una nucleasa que corta hebras de ADN). Los efectores TAL —TALEs— pueden diseñarse para ser capaces de unirse a prácticamente cualquier secuencia de ADN, por lo que al unirse a una nuclaeasa, el ADN se puede cortar en lugares específicos. Las enzimas de restricción pueden introducirse en células, para su uso en edición génica o para la edición de genoma in situ, técnica conocida como edición genómica mediada por nucleasas. Junto con las nucleasas con dedos de zinc y el sistema CRISPR/Cas9, TALEN es una herramienta prominente en el campo de la edición genómica.

## Dominio de unión al DNA de TALE.
Los efectores TAL son proteínas secretadas por Xanthomonas mediante el sistema de secreción tipo III cuándo infectan plantas. El dominio de unión al ADN de TALE contiene una secuencia altamente repetida y conservada de 33–34 aminoácidos que difieren en el aminoácido 12 y 13. Estas dos posiciones se conocen como "Repeat Variable Diresidue" (RVD), es altamente variable y muestra una correlación fuerte con el reconocimiento de un nucleótido específico. Esta relación estrecha entre secuencia de aminoácido y reconocimiento de ADN es la que permite el diseño de sitios de unión al DNA seleccionando combinaciones de repeticiones, segmentos que contienen los RVDs apropiados. Asimismo, cambios leves en el RVD y la incorporación de secuencias no convencionales de RVD pueden mejorar la especificidad de la secuencia obtetivo.